# Павловское (Весьегонский район)
Павловское — деревня в Весьегонском муниципальном округе Тверской области.

## География
Деревня находится в северо-восточной части Тверской области на расстоянии приблизительно 21 км на запад-северо-запад по прямой от районного центра города Весьегонск.

## История
Известна с начала XVII века как поместье Фёдора Раткова, в 1628 году передана его вдове. Дворов было 10(1859), 20 (1889), 23 (1931), 19(1963), 12 (1993), 7(2008),. До 2019 года входила в состав Ёгонского сельского поселения до упразднения последнего.

## Население
Численность населения: 86 человек (1859), 107 (1889), 111 (1931), 59(1963), 17(1993), 11 человек (русские 100 %) в 2002 году, 11 в 2002 году, 5 в 2010.